# نسل چهارم شبکه مخابرات سیار

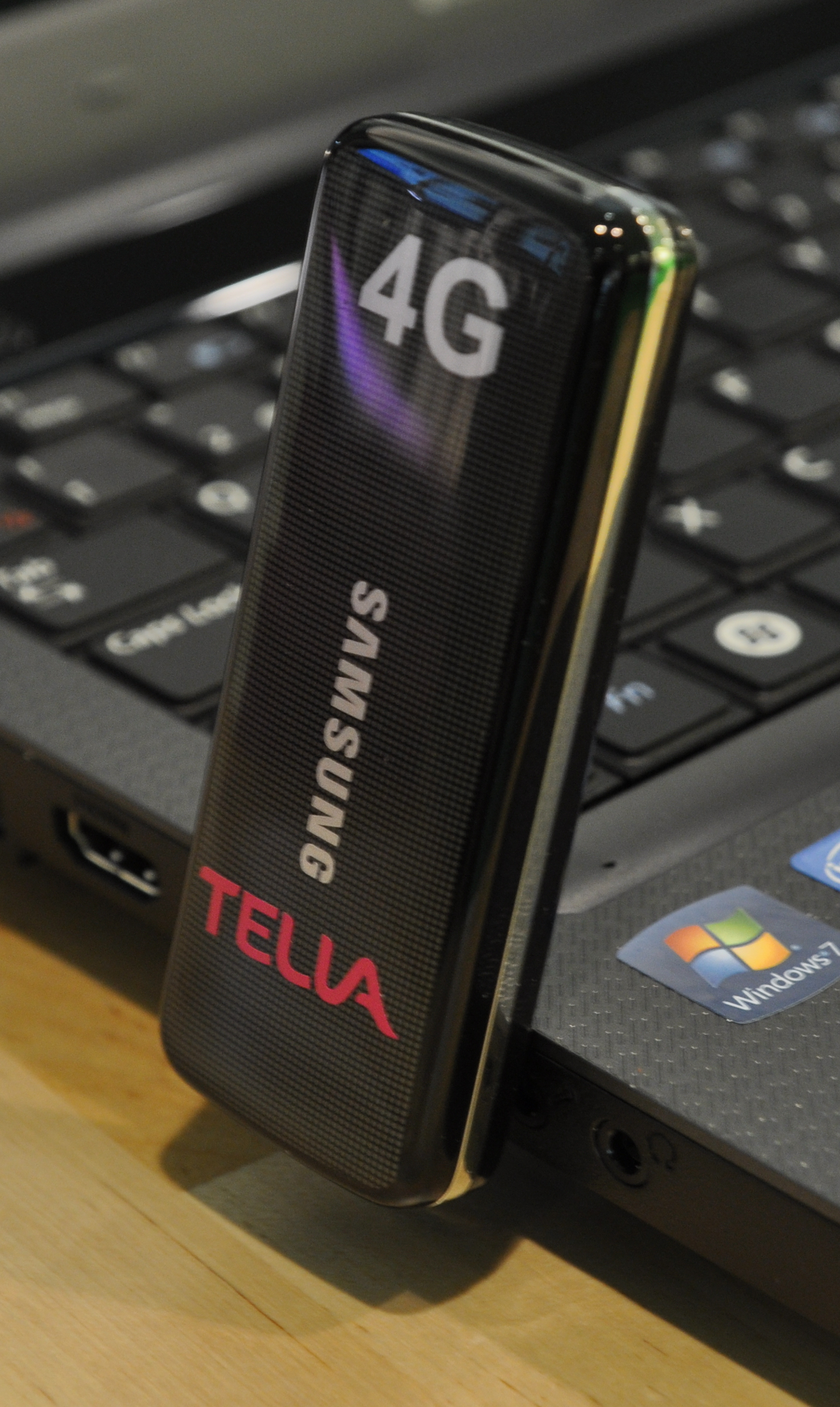
یک نوع یواس‌بی مودم معروف به مودم فرگشت بلندمدت، ساخت سامسونگ برای اتصال به اینترنت و شبکه از طریق نسل چهارم شبکه مخابرات سیار

نامگذاری نسل‌های مخابرات سیار عموماً به تغییر ماهیت بنیادی خدمت ارائه شده اشاره دارد. در سال ۱۹۸۱ نسل اول مخابرات سیار با تلفن‌های همراه آنالوگ آغاز شد هنگامی که فناوری آنالوگ جای خود را به فناوری دیجیتال می‌داد نسل دوم مخابرات سیار در سال ۱۹۹۲ آغاز شد. در سال ۲۰۰۱ یعنی زمانی که پشتیبانی از چند رسانه‌ای‌ها (مانند ارتباط تصویری) کلید خورد نسل سوم مخابرات سیار شروع شد. طی سال‌های ۲۰۱۳ تا ۲۰۱۴ نسل چهارم واقعی مخابرات سیار که پروتکل شبکه آن اساساً مبتنی بر اینترنت بود منجر به ایجاد امکان اتصال پهن باند چند گیگاهرتزی شد. سرعتی که بیش از چهار برابر سرعت تعریف شده برای اینترنت پهن باند در کشور ایران است.
اتحادیه بین‌المللی مخابرات، مرجع تعیین نسل‌های مخابرات سیار است. البته این سازمان به تدوین استاندارد یا توسعه فناوری‌ها نمی‌پردازد. بلکه این سازمان رهنمودهایی ارائه می‌کند که فناوری‌های آینده چه ویژگی‌هایی داشته باشند.
حداقل‌های لازم برای اطلاق نسل چهارم موبایل به یک خدمت موبایل عبارتند از:
- شبکه نسل چهارم باید کاملاً مبتنی بر پروتکل اینترنت(IP) باشد.
- کاربر باید هنگام تحرک بالا (در ماشین و قطارهای تندرو) حداقل به اینترنتی با سرعت ۱۰۰ مگابیت بر ثانیه دسترسی داشته باشد و هنگام تحرک پایین (هنگام پیاده‌روی و در منزل) به سرعتی معادل یک گیگابیت بر ثانیه دسترسی داشته باشد.

باید دقت داشت که استفاده از عبارت «حداقل» در توصیف نسل چهارم به این معناست که اگر استانداری بتواند سرعتی بیش از حداقل‌های تعیین شده را محقق سازد لزوماً از نسل چهارم متفاوت نخواهد بود. این بدین معناست که ادعای شرکت‌هایی که مدعی گذر از نسل چهارم و عرضه نسل پنجم شبکه مخابرات سیار هستند، بدون اخذ تاییدیه اتحادیه بین‌المللی مخابرات یک ادعای بی‌اساس و کذب خواهد بود. چرا که همان‌طور که در پاراگراف قبلی اشاره شد، مرجع تعیین حداقل‌های نسل پنجم اتحادیه جهانی مخابرات است و لاغیر.
شبکه باید به صورت پویا قادر باشد از منابع شبکه به گونه‌ای استفاده کند که به‌طور هم‌زمان به تعداد بیشتری کاربر دسترسی بدهد. شرایطی که یک شرکت مدعی تحقق استاندارد مخابرات سیار با اجرای به این سطوح خدمت دست می‌یابد در حالت آزمایشگاهی و متفاوت از دنیای واقعی است.
استانداردهای ال تی ای(LTE و Wimax) به خاطر اینکه برخی از الزامات تدوین شده در تعریف نسل چهارم مخابرات سیار را محقق نمی‌کنند در زمره استانداردهای نسل چهارم مخابرات سیار قرار نمی‌گیرند. بلکه نسخه پیشرفته این استانداردها یعنی وایمکس۲ و ال تی ای پیشرفته الزامات نسل چهارم را محقق خواهند ساخت.
البته اتحادیه جهانی مخابرات در جلسه ششم دسامبر ۲۰۱۰ اذعان کرد که می‌توان به ال تی ای، وایمکس و حتی استانداردهای پیشرفته نسل سوم همانند «اچ اس پی ای پلاس» که بهبودهای بنیادی در نحوه ارائه خدمت و قابلیت‌های خود داده‌اند نیز می‌توانند نسل چهارم قلمداد شوند. اما نسل چهارم واقعی باید به وایمکس۲ و ال تی ای پیشرفته اطلاق شود.
نکته مهم در مورد جوامع توسعه دهنده این دو استاندارد اینست که استانداردهای وایمکس توسط شرکت‌هایی همچون اینتل، سیسکو و گوگل حمایت می‌شود در حالی که استاندارد ال تی ای توسط شرکت‌های بزرگ مخابراتی و تولیدکنندگان مخابرات سیار در حال اشاعه است.
نسل چهارم، یک راه‌حل جامع بر مبنای IPبرای انتقال صدا، تصویر و داده استفاده می‌کند و بر پایه اصل «هرجا و هر زمان» داده‌ها را با سرعتی بسیار بالاتر از نسل‌های قبل در اختیار کاربر قرار می‌دهد. از لحاظ تکنیکی در نگاه ساده سرعت بارگذاری و بارگیری در LTE نسبت به نسل‌های قبل بسیار بالاتر است. البته جدای از نرخ داده بالا، تأخیر کمتر در ارسال بسته‌ها که منجر به کیفیت فوق‌العاده VoIP، ویدئو کنفرانس و سرویس‌های هم‌زمان می‌شود و همچنین از دید یک اپراتور پهنای باند با کانال‌های متغیر که در محدوده 1.25-20 MHz است.
مهم‌ترین ویژگی برجسته LTE این است که تمامی زیرساخت آن بر اساس IP است، به عبارت بهتر بخش هسته شبکه کاملاً همگام با پروتکل‌های TCP/IP است و از سیگنالینگ معمولی که در شبکه‌های قدیمی‌تر به خصوص GSM استفاده می‌شد خبری نیست.
نرخ انتقال داده در این فناوری ۳۲۶ مگابیت در ثانیه برای بارگیری و ۸۶ مگابیت در ثانیه برای بارگذاری در طیف فرکانسی ۲۰ مگاهرتز است که در این شرایط حدود ۴۰۰ کاربر به‌صورت هم‌زمان در یک سلول می‌توانند فعال و در عین حال متحرک باشند.
در شبکه نسل سوم پیشرفته یا HSPA تأخیر در حدود ۴۰ تا ۵۰ میلی‌ثانیه است که در LTE به حدود ۱۰ میلی‌ثانیه کاهش می‌یابد.
این نسل جانشینی برای نسل سوم (3G) و نسل دوم (2G) این استاندارد هاست.
در نسل چهارم، برای ارتباطات در حال حرکت مانند استفاده در قطار یا خودرو حداکثر سرعت ۱۰۰ مگابیت در ثانیه (100Mbit/s) و برای ارتباطات نسبتاً ثابت و بدون جابجایی مانند کاربران پیاده‌رو یا ساکن، یک گیگابیت در ثانیه (1Gbit/s) است.
بررسی‌های مرکز پژوهش‌های مجلس شورای اسلامی نشان می‌دهد بسیاری از کشورهای منطقه در حال حرکت به سمت نسل چهارم موبایل هستند. اکثریت کشورهای منطقه حداقل در حال بهره‌برداری رسمی از نسل سوم مخابرات سیار هستند.
عملیاتی شدن نسل چهارم مخابرات سیار در کشورهای منطقه موجب خواهد شد فاصله فناورانه بسیار زیادی در زمینه سرعت اینترنت میان کشور ایران و کشورهای حوزه سند چشم‌انداز به‌وجود بیاید. سند چشم‌انداز جایگاه اول علم و فناوری را در منطقه پیش روی کشور ایران ترسیم کرده‌است عدم توجه مناسب و به موقع به بهبود زیرساخت‌های شبکه اینترنت در کشور موجب نزول رتبه ایران در شاخص‌های فناوری اطلاعات همچون شاخص دولت الکترونیکی و آمادگی شبکه خواهد شد. در حالی که در ماده ۴۶ قانون برنامه پنجم توسعه رسیدن به رتبه دوم شاخص دولت الکترونیکی هدف‌گذاری شده‌است.

## اینترنت نسل چهار در ایران

### اینترنت نسل چهار ایرانسل
ایرانسل به عنوان اولین اپراتور LTE، اینترنت نسل چهار خود را در مشهد و نقاطی از تهران و راه‌اندازی کرد و در نمایشگاه تله‌کام مهرماه ۹۳ اینترنت نسل چهار خود را برای عموم به اشتراک گذاشت و سرعتی حدود 1 Mbps (ایرانسل) درحال حاضر ارائه میشود. همچنین در بهمن ماه ۹۳ نسل ۴ ایرانسل در شیراز راه اندازی شد. همراه اول به عنوان دومین ارائه‌دهندهٔ 4G در ایران شد و مناطقی از شهرهای شمالی کشور ایران را پشتیبانی کرد. برای رسیدن به حد اکثر سرعت به سیم کارتهای جدید USIM نیاز است.
اینترنت نسل چهار ایرانسل از نوامبر ۲۰۱۴ با فرکانس 1800MHZ در باند ۳ و باند ۷ برای LTE-A از نوع FDD فعال شد و همچنین فرکانس 3500MHz در باند۴۲ برای (TDD(TD-LTE فعال شده‌است.

### اینترنت نسل چهار همراه اول
شرکت همراه اول اینترنت نسل چهار خود را در فرکانس 2600MHZ (باند ۷) و فرکانس 1800MHZ (باند۳) فعال‌سازی کرد.

### اینترنت نسل چهار رایتل
فرکانس اتصال شبکه نسل چهار رایتل 1800MHZ در باند ۳ است. از ابتدای سال ۹۷ در استان مرکزی به صورت 4g و در برخی شهرها مثل اراک به صورت 4.5g بود.